# Tótka Sándor
Tótka Sándor (Mezőtúr, 1994. július 27. –) olimpiai, kétszeres világ- és négyszeres Európa-bajnok, valamint ifjúsági olimpiai bajnok magyar kajakozó.

## Sportpályafutása
A 2010. évi nyári ifjúsági olimpiai játékokon kajak egyesben aranyérmet szerzett. A 2011-es ifjúsági világbajnokságon kettes 200 méteren (Hérics Dávid) első, egyes 200 méteren második, egyes 500 méteren harmadik helyezést ért el. A 2011-es szegedi felnőtt világbajnokságon váltóban nyolcadik helyen végzett (Dudás Miklós, Gyertyános Gergely, Kadler Viktor). A 2012-es ifjúsági Eb-n egyes 200 és 500 méteren valamint kettes 200 méteren (Gellai Tamás) is aranyérmet szerzett.
A 2013-as gyorsasági kajak-kenu Európa-bajnokságon egyes 200 méteren kilencedik lett. A 2013-as gyorsasági kajak-kenu világbajnokságon K1 200 méteren 10. helyen végzett, azaz megnyerte a B döntőt, váltóban bronzérmes lett (Dudás Miklós, Molnár Péter, Hérics Dávid). A 2014-es gyorsasági kajak-kenu Európa-bajnokságon egyes 200 méteren hatodik helyen ért célba. A 2014-es világbajnokságon aranyérmes lett 4 × 200 méter váltóban (Dudás Miklós, Nádas Bence, Hérics Dávid). A 2015. évi Európa-játékokon kettes 200 méteren bronzérmes volt. A 2015-ös gyorsasági kajak-kenu világbajnokságon a K2 200 méteres számban Molnár Péterrel aranyérmes lett. A 2016-os gyorsasági kajak-kenu Európa-bajnokságon K4 500 méteren (Nádas, Molnár, Somorácz Tamás) első helyen végzett. A hazai válogatókon nem tudta kivívni az olimpiai szereplés lehetőségét, de augusztus 1-én a Magyar Kajak-Kenu Szövetség a Magyar Antidopping Csoport vizsgálatai alapján változtatott a válogatott összeállításán, melybe így bekerült a Tótka, Molnár egység.
Az olimpián K2 200 méteren a 4. helyen végeztek. A 2017-es gyorsasági kajak-kenu Európa-bajnokságon négyes 500 méteren (Nádas Bence, Molnár Péter, Mozgi Milán) aranyérmes lett.
A 2020. évi nyári olimpiai játékokon, 2021. augusztus 5-én K-1 200 méteren aranyérmet szerzett. Kajak négyes 500 méteren 7. lett a magyar csapat tagjaként (Nádas Bence, Béke Kornél, Csizmadia Kolos). 2021 novemberében a Nemzetközi Kajak-Kenu Szövetség sportolói bizottságának tagja lett.
A 2024-es párizsi olimpián Nádas Bencével ezüstérmet szerzett K2 500 méteren. Kajak négyes 500 méteren 7. lett a magyar csapat tagjaként (Nádas Bence, Csizmadia Kolos, Kuli István).

## Díjai, elismerései
- Az év magyar utánpótlás sportolója (Héraklész) (2012)
- Év magyar egyetemi sportolója (2015)[19]
- Az év magyar kajakozója (2015[20])
- Az újpesti önkormányzat elismerő oklevele (2016)[21]
- Újpest díszpolgára (2021)[22]
- A Magyar Érdemrend tisztikeresztje (2021)[23]
- A Magyar Érdemrend parancsnoki keresztje (2024)[24]